# Modena Football Club 1994-1995
Questa pagina raccoglie le informazioni riguardanti il Modena Football Club nelle competizioni ufficiali della stagione 1994-1995.

## Stagione
Nella stagione 1994-95 il Modena ha disputato il girone A del campionato di Serie C1, con 35 punti si è piazzato in quindicesima posizione di classifica e ha disputato e perso il playout contro la Massese, retrocedendo sul campo con Palazzolo ed Ospitaletto, seconda retrocessione di fila sul campo dei canarini. Il torneo è stato dominato dal blasonato Bologna con 81 punti che è stato promosso direttamente in Serie B, accompagnato dalla Pistoiese che ha vinto i Play-off. Poi nel corso dell'estate il Modena è stato ripescato in Serie C1. Nella Coppa Italia il Modena nel primo turno ha superato il Cosenza (3-2), poi nel doppio confronto del secondo turno viene eliminato con un rotondo (5-0) patito nell'andata all'Olimpico con la Lazio, ribattuto dai romani nell'(1-4) del ritorno al Braglia. Nella Coppa Italia di Serie C i canarini a ottobre entrano in scena a partire dal terzo turno, superando (2-1) il Sandonà, poi negli ottavi di finale incrociano il Varese, che si impone nel doppio confronto, prendendo il lancio per andare a conquistare il trofeo.

## Rosa
| N. |                   | Ruolo | Calciatore          |
| -- | ----------------- | ----- | ------------------- |
|    | Italia (bandiera) | P     | Alessio Bandieri    |
|    | Italia (bandiera) | P     | Mirco Piraccini     |
|    | Italia (bandiera) | D     | Alessio Ballanti    |
|    | Italia (bandiera) | D     | Alessandro Bertoni  |
|    | Italia (bandiera) | D     | Roberto Bosco       |
|    | Italia (bandiera) | D     | Davide Ferrari      |
|    | Italia (bandiera) | D     | Lorenzo Mezzetti    |
|    | Italia (bandiera) | D     | Yuri Paganelli      |
|    | Italia (bandiera) | D     | Viero Vignoli       |
|    | Italia (bandiera) | C     | Cristian Campedelli |
|    | Italia (bandiera) | C     | Roberto Cavalletti  |
|    | Italia (bandiera) | C     | Pierluigi Corellas  |

| N. |                    | Ruolo | Calciatore         |
| -- | ------------------ | ----- | ------------------ |
|    | Italia (bandiera)  | C     | Gabriele Bocchi    |
|    | Italia (bandiera)  | C     | Marco Gualtieri    |
|    | Italia (bandiera)  | C     | Stefano Mobili     |
|    | Italia (bandiera)  | C     | Manuel Montipò     |
|    | Italia (bandiera)  | C     | Massimo Pellegrini |
|    | Italia (bandiera)  | C     | Carlo Valentini    |
|    | Italia (bandiera)  | A     | Mario Bonfiglio    |
|    | Italia (bandiera)  | A     | Luis Landini       |
|    | Italia (bandiera)  | A     | Giacomo Lorenzini  |
|    | Albania (bandiera) | A     | Florian Myrtaj     |
|    | Italia (bandiera)  | A     | Raffaele Paolino   |
|    | Italia (bandiera)  | A     | Luca Toni          |

## Risultati

### Campionato

#### Girone di andata
| Arbitro: | Stupore (Vasto) |

|                                  |           |                |
| Bonfiglio 63’ Lorenzo 66’ (aut.) | Marcatori | 80’ Manfredini |

| Palazzolo sull'Oglio 4 settembre 1994 2ª giornata | Palazzolo          | 0 – 0 | Modena | Stadio Comunale\| Arbitro: \| Dagnello (Trieste) \| |
| Arbitro:                                          | Dagnello (Trieste) |       |        |                                                     |

| Arbitro: | Gregoroni (Napoli) |

|                    |           |            |
| Paolino 74’ (rig.) | Marcatori | 76’ Sturba |

| Arbitro: | Calabrese (Avezzano) |

|          |           |                   |
| Arco 65’ | Marcatori | 77’ M. Pellegrini |

| Arbitro: | Mandolito (Cosenza) |

|             |           |  |
| Califano 5’ | Marcatori |  |

| Arbitro: | Rossi (Ciampino) |

|            |           |  |
| Mobili 17’ | Marcatori |  |

| La Spezia 9 ottobre 1994 7ª giornata | Spezia           | 0 – 0 | Modena | Stadio Alberto Picco\| Arbitro: \| Nucini (Bergamo) \| |
| Arbitro:                             | Nucini (Bergamo) |       |        |                                                        |

| Arbitro: | Fausti (Milano) |

|                     |           |                 |
| Zanuttig 28’ (aut.) | Marcatori | 90+1’ Terzaroli |

| Arbitro: | Acronzio (Teramo) |

|                            |           |               |
| Stellini 72’ Malaccari 76’ | Marcatori | 63’ Bonfiglio |

| Arbitro: | Mandolito (Cosenza) |

|                          |           |              |
| M. Pellegrini 56’ (rig.) | Marcatori | 47’ Andreini |

| Arbitro: | Longo (Paola) |

|                                                                          |           |                        |
| M. Pellegrini 61’ (rig.), 90+1’ Orlandoni 81’ (aut.) Di Gioia 84’ (aut.) | Marcatori | 24’ Lugnan 55’ Tedoldi |

| Arbitro: | Lion (Padova) |

|            |           |              |
| Ettori 29’ | Marcatori | 9’ Lorenzini |

| Arbitro: | Santoruvo (Bari) |

|  |           |              |
|  | Marcatori | 46’ Bruzzano |

| Arbitro: | Vendramin (Castelfranco Veneto) |

|               |           |  |
| De Marchi 29’ | Marcatori |  |

| Arbitro: | Pirrone (Messina) |

|  |           |                   |
|  | Marcatori | 34’, 58’ Clementi |

| Arbitro: | Ercolino (Cassino) |

|                          |           |  |
| Viali 34’ Insanguine 56’ | Marcatori |  |

| Arbitro: | Cardella (Torre del Greco) |

|            |           |  |
| Mobili 84’ | Marcatori |  |

#### Girone di ritorno
| Arbitro: | Ruggiero (Nocera Inferiore) |

|                |           |  |
| Pregnolato 51’ | Marcatori |  |

| Arbitro: | Casaluci (Lecce) |

|                                     |           |            |
| M. Pellegrini 44’ (rig.) Mobili 89’ | Marcatori | 12’ Tiberi |

| Bologna 29 gennaio 1995 20ª giornata | Crevalcore          | 0 – 0 | Modena | Stadio Renato Dall'Ara\| Arbitro: \| Genovese (Avellino) \| |
| Arbitro:                             | Genovese (Avellino) |       |        |                                                             |

| Arbitro: | Strocchia (Nola) |

|                    |           |  |
| Lanzara 63’ (aut.) | Marcatori |  |

| Modena 26 febbraio 1995 22ª giornata | Modena           | 0 – 0 | Prato | Stadio Alberto Braglia\| Arbitro: \| Bancale (Latina) \| |
| Arbitro:                             | Bancale (Latina) |       |       |                                                          |

| Arbitro: | Piretti (Ravenna) |

|                                        |           |  |
| L. Beghetto 45+2’ Valentini 88’ (aut.) | Marcatori |  |

| Arbitro: | Bertini (Arezzo) |

|                          |           |                                   |
| M. Pellegrini 56’ (rig.) | Marcatori | 89’ Vecchio 90+1’ (aut.) Mezzetti |

| Arbitro: | Malatesta (Terni) |

|            |           |                    |
| Damiani 1’ | Marcatori | 45’ (aut.) Farneti |

| Arbitro: | Rossi (Ciampino) |

|                |           |  |
| L. Landini 69’ | Marcatori |  |

| Massa 2 aprile 1995 27ª giornata | Massese            | 0 – 0 | Modena | Stadio degli Oliveti\| Arbitro: \| Gambino (Barletta) \| |
| Arbitro:                         | Gambino (Barletta) |       |        |                                                          |

| Sesto San Giovanni 9 aprile 1995 28ª giornata | Pro Sesto        | 0 – 0 | Modena | Stadio Ernesto Breda\| Arbitro: \| Baglioni (Prato) \| |
| Arbitro:                                      | Baglioni (Prato) |       |        |                                                        |

| Arbitro: | Ayroldi (Molfetta) |

|             |           |                                 |
| Paolino 81’ | Marcatori | 64’ G. Carbone 88’ A. Filippini |

| Arbitro: | Sciamanna (Ascoli Piceno) |

|                             |           |  |
| Colacone 6’ Sora 33’ (rig.) | Marcatori |  |

| Arbitro: | D'Errico (Frattamaggiore) |

|  |           |            |
|  | Marcatori | 34’ Marsan |

| Arbitro: | Sirotti (Forlì) |

|                                  |           |              |
| Bottazzi 15’ Clementi 70’ (rig.) | Marcatori | 7’, 20’ Toni |

| Arbitro: | Dagnello (Trieste) |

|               |           |            |
| Cavaletti 87’ | Marcatori | 36’ Sotgia |

| Arbitro: | Strazzera (Trapani) |

|                                 |           |  |
| Erba 7’ Giorgio 10’ Guidoni 40’ | Marcatori |  |

### Play-out
| Arbitro: | Serena (Bassano del Grappa) |

|  |           |                                 |
|  | Marcatori | 44’ (rig.) Andreini 80’ Carillo |

| Arbitro: | Manganelli (Milano) |

|                              |           |                    |
| Pelliccia 3’ Ghirardello 18’ | Marcatori | 9’ Mobili 47’ Toni |

### Coppa Italia
| Arbitro: | Stafoggia (Pesaro) |

|                                   |           |                         |
| M. Pellegrini 3’, 10’ Paolino 13’ | Marcatori | 47’ Marulla 69’ Giraldi |

#### Secondo turno
| Arbitro: | Franceschini (Bari) |

|                                                              |           |  |
| Negro 22’ Bandieri 40’ (aut.) Signori 48’, 69’ Casiraghi 83’ | Marcatori |  |

| Arbitro: | Gronda (Genova) |

|                |           |                                             |
| L. Landini 36’ | Marcatori | 19’ Fuser 59’, 63’ Doll 84’ (aut.) Ballanti |